# Llista de municipis de l'àmbit metropolità de Barcelona
Aquestes són les llistes de municipis de la regió metropolitana de Barcelona ordenats per nombre d'habitants.
| Municipi¹                 | Població  |
| ------------------------- | --------- |
| Barcelona                 | 1.595.110 |
| L'Hospitalet de Llobregat | 251.848   |
| Badalona                  | 216.201   |
| Terrassa                  | 202.136   |
| Sabadell                  | 201.712   |
| Mataró                    | 119.035   |
| Santa Coloma de Gramenet  | 116.765   |

| Municipi                  | Població |
| ------------------------- | -------- |
| Cornellà de Llobregat     | 85.338   |
| Sant Boi de Llobregat     | 81.181   |
| Rubí                      | 71.402   |
| Sant Cugat del Vallès     | 70.514   |
| El Prat de Llobregat      | 63.216   |
| Vilanova i la Geltrú      | 63.196   |
| Viladecans                | 62.384   |
| Granollers                | 60.126   |
| Castelldefels             | 58.147   |
| Cerdanyola del Vallès     | 57.114   |
| Mollet del Vallès         | 53.422   |
| Esplugues de Llobregat    | 46.296   |
| Gavà                      | 43.242   |
| Sant Feliu de Llobregat   | 41.954   |
| Vilafranca del Penedès    | 36.656   |
| Ripollet                  | 34.735   |
| Sant Adrià de Besòs       | 32.940   |
| Montcada i Reixac         | 31.725   |
| Sant Joan Despí           | 31.438   |
| Barberà del Vallès        | 27.827   |
| Premià de Mar             | 27.590   |
| Sant Pere de Ribes        | 27.509   |
| Sant Vicenç dels Horts    | 26.477   |
| Sitges                    | 26.225   |
| Pineda de Mar             | 25.568   |
| Martorell                 | 25.010   |
| Sant Andreu de la Barca   | 23.675   |
| Molins de Rei             | 22.496   |
| El Masnou                 | 21.835   |
| Santa Perpètua de Mogoda  | 21.409   |
| Castellar del Vallès      | 20.437   |
| Olesa de Montserrat       | 20.294   |
| Esparreguera              | 20.163   |
| Vilassar de Mar           | 19.052   |
| Calella                   | 18.034   |
| Malgrat de Mar            | 17.822   |
| Sant Quirze del Vallès    | 16.581   |
| Parets del Vallès         | 16.202   |
| Caldes de Montbui         | 15.923   |
| Les Franqueses del Vallès | 15.196   |
| Sant Celoni               | 15.081   |
| Cardedeu                  | 15.018   |
| Sant Just Desvern         | 14.910   |
| Canovelles                | 14.668   |
| Badia del Vallès          | 14.230   |
| Montornès del Vallès      | 14.190   |
| Arenys de Mar             | 14.164   |
| Tordera                   | 14.017   |
| La Garriga                | 13.472   |
| La Llagosta               | 13.455   |
| Canet de Mar              | 13.181   |
| Palau-solità i Plegamans  | 12.836   |
| Cubelles                  | 12.773   |
| Lliçà d'Amunt             | 12.439   |
| Sant Sadurní d'Anoia      | 11.790   |
| Vallirana                 | 11.678   |
| Argentona                 | 11.402   |
| Corbera de Llobregat      | 11.278   |
| Castellbisbal             | 10.842   |

| Municipi                     | Població |
| ---------------------------- | -------- |
| Premià de Dalt               | 9.788    |
| Montgat                      | 9.778    |
| Pallejà                      | 9.746    |
| Sant Andreu de Llavaneres    | 9.745    |
| Abrera                       | 9.422    |
| Alella                       | 8.998    |
| La Roca del Vallès           | 8.946    |
| Montmeló                     | 8.804    |
| Vilassar de Dalt             | 8.476    |
| Llinars del Vallès           | 8.166    |
| Palafolls                    | 8.061    |
| Matadepera                   | 7.966    |
| Arenys de Munt               | 7.807    |
| Santa Maria de Palautordera  | 7.762    |
| Tiana                        | 7.417    |
| Ametlla del Vallès           | 7.319    |
| Sant Fost de Campsentelles   | 7.265    |
| Bigues i Riells              | 7.155    |
| Santa Coloma de Cervelló     | 7.081    |
| Sentmenat                    | 6.988    |
| Cervelló                     | 6.980    |
| Viladecavalls                | 6.890    |
| Cabrils                      | 6.698    |
| Santa Margarida i els Monjos | 6.459    |
| Polinyà                      | 6.428    |
| Gelida                       | 6.151    |
| Sant Esteve Sesrovires       | 5.978    |
| Teià                         | 5.969    |
| Lliçà de Vall                | 5.821    |
| Santa Eulàlia de Ronçana     | 5.814    |
| Sant Vicenç de Montalt       | 5.267    |
| Begues                       | 5.284    |
| Sant Feliu de Codines        | 5.282    |
| Sant Pol de Mar              | 4.904    |
| Martorelles                  | 4.903    |
| Dosrius                      | 4.658    |
| Sant Antoni de Vilamajor     | 4.627    |
| Vacarisses                   | 4.592    |
| Torrelles de Llobregat       | 4.324    |
| Cabrera de Mar               | 4.269    |
| Canyelles                    | 3.783    |
| El Papiol                    | 3.628    |
| Sant Pere de Vilamajor       | 3.444    |
| Sant Climent de Llobregat    | 3.366    |
| Vilanova del Vallès          | 3.282    |
| Olèrdola                     | 3.280    |
| Sant Cebrià de Vallalta      | 3.075    |
| Collbató                     | 3.024    |
| Santa Susanna                | 3.019    |
| Subirats                     | 3.008    |
| Sant Martí Sarroca           | 2.997    |
| La Palma de Cervelló         | 2.881    |
| Olivella                     | 2.842    |
| Caldes d'Estrac              | 2.672    |
| Cànoves i Samalús            | 2.375    |
| Sant Pere de Riudebitlles    | 2.319    |
| Aiguafreda                   | 2.308    |
| Torrelles de Foix            | 2.307    |
| Mediona                      | 2.251    |
| Sant Llorenç Savall          | 2.229    |
| Sant Llorenç d'Hortons       | 2.219    |
| Castellterçol                | 2.195    |
| Sant Quintí de Mediona       | 2.131    |
| Castellet i la Gornal        | 2.044    |
| Sant Esteve de Palautordera  | 1.961    |
| Vallromanes                  | 1.911    |
| Vallgorguina                 | 1.881    |
| La Granada                   | 1.866    |
| Castellví de la Marca        | 1.596    |
| Avinyonet del Penedès        | 1.588    |
| Olesa de Bonesvalls          | 1.556    |
| Ullastrell                   | 1.450    |
| Font-rubí                    | 1.430    |
| Castellví de Rosanes         | 1.297    |
| Torrelavit                   | 1.275    |
| Sant Iscle de Vallalta       | 1.193    |
| Vilobí del Penedès           | 1.071    |
| Figaró-Montmany              | 1.020    |
| Gualba                       | 988      |
| Sant Cugat Sesgarrigues      | 927      |
| Pla del Penedès              | 891      |
| Les Cabanyes                 | 842      |
| Pacs del Penedès             | 831      |
| Santa Maria de Martorelles   | 763      |
| Rellinars                    | 605      |
| Vilalba Sasserra             | 564      |
| Pontons                      | 556      |
| Sant Quirze Safaja           | 543      |
| Castellcir                   | 528      |
| Òrrius                       | 487      |
| Puigdàlber                   | 449      |
| Fogars de Montclús           | 417      |
| Santa Fe del Penedès         | 366      |
| Campins                      | 354      |
| Montseny                     | 306      |
| Tagamanent                   | 265      |
| Gallifa                      | 210      |
| Granera                      | 79       |